# Atentados em Guba em 2015
Os atentados de Guba ocorreram em Guba, Líbia, em 20 de fevereiro de 2015.

## Eventos
Efetivos leais ao Estado Islâmico detonaram três bombas em Guba, alvejando uma estação de petróleo, uma estação de polícia e a residência do presidente da Câmara dos Representantes da Líbia desde 5 de agosto de 2014 (e efetivamente o porta-voz parlamentar do país) Aguila Salé Issa. Esses ataques reatadamente mataram ao menos 40 pessoas. Seis egípcios foram identificados entre as vítimas, e seus corpos foram repatriados ao Egito através da fronteira em Sallum.
O ISIL afirmou que os ataques foram retaliação pelos ataques aéreos do Egito na Líbia em fevereiro de 2015. A Força Aérea do Egito lançou ataques após o sequestro e decapitação de 21 coptas na Líbia em fevereiro. O Departamento de Estado dos Estados Unidos e o Novo Congresso Geral Nacional (Amanhecer Líbio)condenaram os ataques.